# Dialeurodes oweni
Dialeurodes oweni là một loài côn trùng cánh nửa trong họ Aleyrodidae, phân họ Aleyrodinae.
Dialeurodes oweni được Singh miêu tả khoa học đầu tiên năm 1932.